# (463) Лола
(463) Лола (итал. Lola) — небольшой астероид главного пояса, который был открыт 31 октября 1900 года немецким астрономом Максом Вольфом в обсерватории Хайдельберг в Германии и назван в честь героини оперы Сельская честь итальянского композитора Пьетро Масканьи.

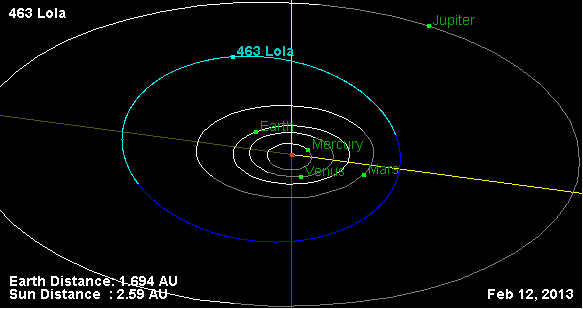
Орбита астероида Лола и его положение в Солнечной системе